# Dithecodes monotheca
Dithecodes monotheca là một loài bướm đêm trong họ Geometridae.